# 366 Pułk Strzelców (RFSRR)
366 Pułk Strzelców (RFSRR) – pułk piechoty Armii Czerwonej okresu wojny polsko-bolszewickiej.
16 września 1920 żołnierze 366 Pułku Strzelców wzięli udział w zwycięskiej dla Armii Czerwonej bitwie pod Dytiatynem, jednej z czterech bitew, która doczekała się miana: "polskie Termopile".